# Porphyrinia arenosa
Porphyrinia arenosa là một loài bướm đêm trong họ Noctuidae.